# 道又爾
道又 爾（みちまた ちかし、1957年 - ）は、日本の心理学者。専門は認知心理学、認知神経科学。上智大学名誉教授。

## 人物・経歴
岩手県宮古市出身。1982年茨城大学人文学部人文学科心理学専攻卒業。1988年南カリフォルニア大学大学院心理学研究科実験心理学専攻博士課程修了、Ph.D.。国際基督教大学教養学部教育学科心理学研究室副手を経て、1990年に明治学院大学文学部心理学科が設立されると同助教授に着任。1997年明治学院大学文学部心理学科教授。1998年上智大学総合人間科学部心理学科教授。2023年退任、上智大学名誉教授。元日本基礎心理学会理事・編集委員。専門は認知心理学、認知神経科学。

## 著作

### 著書
- 『現代心理学 : その歴史と展望』（中西信男, 三川俊樹と共編著）ナカニシヤ出版 1998年
- 『認知心理学 : 知のアーキテクチャを探る』有斐閣 2003年
- 『心理学入門一歩手前 : 「心の科学」のパラドックス』勁草書房 2009年
- 『認知神経科学』 （岡田隆と共著）放送大学教育振興会 2012年

### 翻訳
- カーラ・フラナガン著『ワークブック心理学』（明田芳久, 荻野美佐子と共訳）新曜社 2001年

### 監訳
- マイケル・W・アイゼンク著『アイゼンク教授の心理学ハンドブック』ナカニシヤ出版 2008年